# Страхов, Василий Семёнович
Василий Семёнович Страхов — начальник Тульской оружейной школы с 18 февраля 1879 года по 24 марта 1911 года.
Генерал-майор.

## Биография
Потомственный дворянин. Уроженец Лифляндской губернии.
Образование общее и военное получил в спецклассе одного из самых престижных военно-учебных заведений Российской Империи того времени — Орловского Бахтина кадетского корпуса . Кадетский корпус закончил по первому разряду и 12 июня 1863 года был направлен в 5-й стрелковый батальон, дислоцирующийся в городе Люблин (Царство Польское) подпоручиком пехоты. Находился в составе войск Варшавского военного округа и принял участие в кампании 1863—1864 годов — подавление польского восстания. В 1865 году перевёлся в полевую пешую артиллерию и далее проходил службу в Рижском военном округе, последовательно: в артиллерийской бригаде, подвижном артиллерийском парке и Динаминдской (немецкое название — Дюнамюнде) крепостной артиллерии. В 1868 году был направлен на службу в Лабораторию Рижского военного округа.
Лаборатория военного округа (в Российской Империи) — войсковая часть технического обеспечения войск окружного подчинения, занимающаяся отпуском в войска учебных припасов, приготовлением картечей, бумажных патронов и прочих огнестрельных припасов, а также разрядкой негодных и вышедших из употребления зарядов и патронов.
Командиром Лаборатории был подполковник полевой пешей артиллерии Пётр Иванович Мамонтов. Именно ему в 1869 году будет поручено создавать новое уникальное военно-учебное заведение артиллерийского ведомства — Тульскую оружейную школу. Боевой офицер, награждённый несколькими орденами, в том числе и орденом Святой Анны 4-й степени за храбрость, впоследствии генерал-майор (с 1883 г.), отец будущего героя 1-й мировой войны генерал-лейтенанта Владимира Петровича Мамонтова. П. И. Мамонтов, создавая с нуля Тульскую оружейную школу, не случайно рекомендовал для дальнейшей службы в школе молодого поручика Страхова. Видимо, П. И. Мамонтов по достоинству оценил деловые и профессиональные качества своего подчинённого. И, безусловно, в этом своём выборе он не ошибся.

Здание Тульской оружейной школы

 В феврале 1870 года В.С.Страхов был направлен во вновь созданную Тульскую оружейную школу на должность обер-офицера, «наблюдающего за обучением мастерствам и наукам». По сути это был заместитель начальника школы.
В школе на занимаемой им должности в обязанности В. С. Страхова входили: 

— постоянное присутствие в классах и наблюдение за порядком в них; 

— забота об «успешном ходе учения учеников и их прилежании»; 

— наблюдение за практическими занятиями и работами учеников; 

— забота о своевременном снабжении школы классными принадлежностями, учебными пособиями; 

— следить за содержанием библиотеки и литографии и не допускать для литографирования частные заказы.
После назначения П. И. Мамонтова командиром Бендерской крепостной артиллерии в 1879 году В. С. Страхов по избранию Генерал-фельдцейхмейстера был утверждён Высочайшим приказом в должности начальника Тульской оружейной школы. В его военной биографии период руководства школой стал самым ярким и выдающимся. 32 года он возглавлял вверенное ему оружейную школу. Именно в годы его руководства школой она состоялась, как военно-учебное заведение России, готовившее для русской армии оружейных мастеров — специалистов по ремонту и эксплуатации стрелкового оружия в войсковых частях (в «частях войск», как говорили в то время). Всех своих многочисленных наград и поощрений он был удостоен, находясь на службе в оружейной школе.

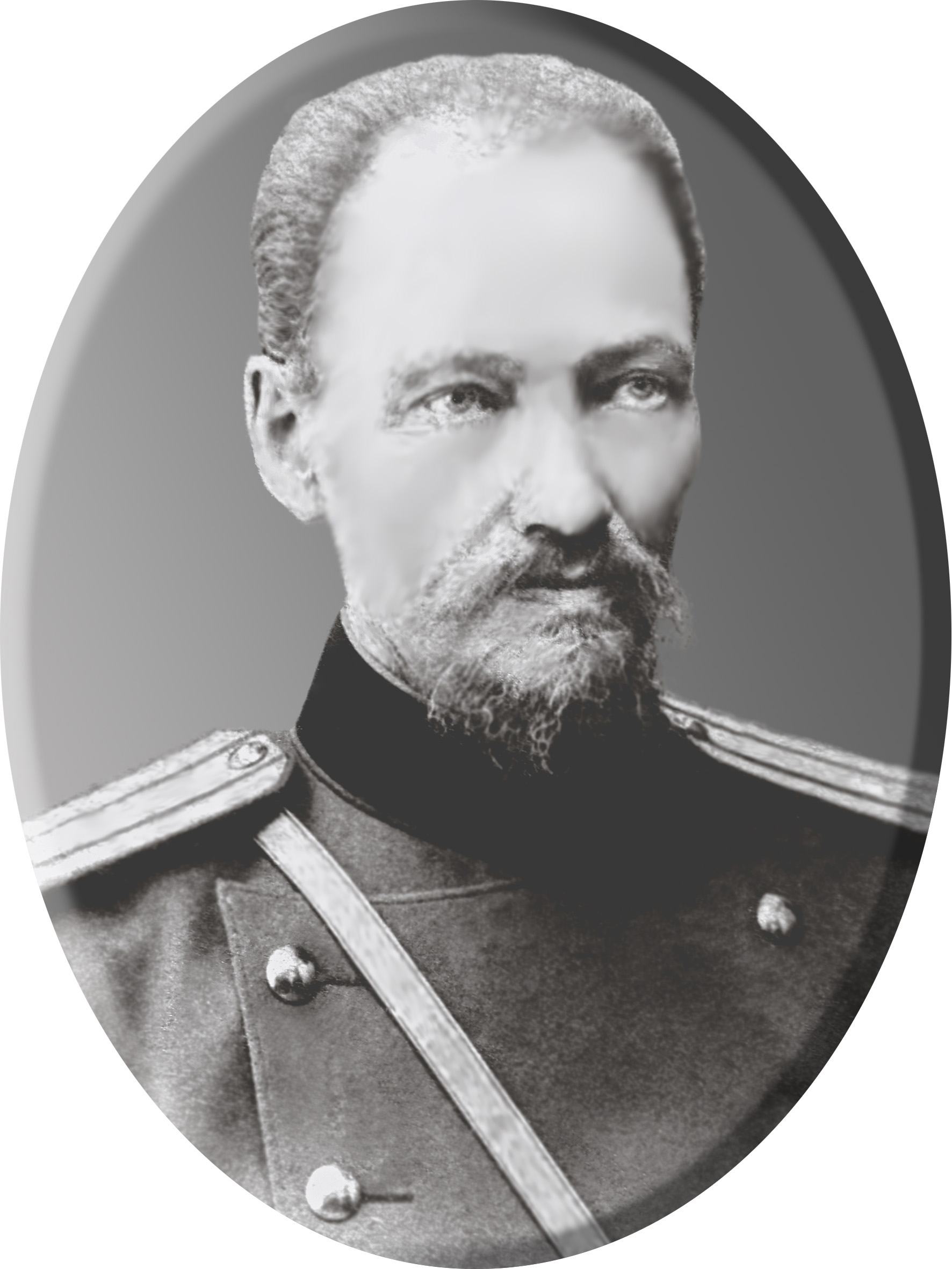
Полковник В. С. Страхов, 1900 г.

Согласно Положению о специальных школах артиллерийского ведомства начальник школы обладал правами командира полка. На этой должности он был обязан,:

— надзирать за ходом обучения и воспитания учеников, за внешним порядком и благосостоянием вверенного ему учебного заведения и за точным соблюдением всеми служащими всех правил, постановленных для школы; 

— преподавать в старшем классе теорию ручного огнестрельного оружия;

— наблюдать за удобным помещением и хорошим содержанием учеников у оружейных мастеров. Ведь ученики школы размещались на квартирах у заводских мастеровых или родственников самих учеников. 

А те обязаны были «снабжать помещённых у них учеников… пищею, одеждою и всем необходимым для опрятности» за плату, определённую табелем.

За отличие по службе досрочно произведён в чин подполковника в 1882 году.
Он всячески поощрял стремление своих подопечных к личному творчеству. Ведь, воспитанники должны были не только в теории знать весь технологический процесс изготовления изучаемых образцов оружия, но и уметь самостоятельно изготовить детали к ним, как в цехах, так и в полевых условиях. В стенах школы ученики изготавливали действующие модели стрелкового оружия — винтовок, ружей и револьверов, в 1/10 натуральной величины. За изготовление учениками школы под его руководством действующих моделей холодного и ручного огнестрельного оружия с принадлежностями, представленных Военным Министром Государю-Императору, В. С. Страхову была объявлена Высочайшая благодарность. Вот, как в приказе начальника завода говорится об этом :

«Главное Артиллерийское Управление, от 20 сего Августа за № 25841, уведомило меня, что... Государь Император, по представлении Военным Министром означенных моделей, благосклонно приняв их, ВЫСОЧАЙШЕ повелеть соизволил: «Благодарить Подполковника Страхова и учеников Тульской Оружейной Школы». Объявляя об этом, по вверенному мне Заводу, предписываю внести в послужной список Подполковника Страхова ВЫСОЧАЙШУЮ Благодарность и настоящий приказ прочесть ученикам Тульской Оружейной Школы. Начальник завода Генерал-Лейтенант Бестужев-Рюмин.»
— Приказ начальника Императорского Тульского оружейного завода № 238 от 25 августа 1888 г. 
 Государственный архив Тульской области (ГАТО). Фонд № 187 «Тульский оружейный завод. 1712—1917 гг.», опись № 1, 
 дело № 9758 «Книга приказовъ отдаваемыхъ ИМПЕРАТОРСКОМУ Тульскому Оружейному Заводу».
Эти работы получили мировую известность. В 1900 году на Всемирной выставке в Париже они были удостоены Большой золотой медали. Ныне они представлены в виде экспонатов в Тульском государственном музее оружия.
В. С. Страхов не только точно и педантично исполнял все предписанные ему правила, указанные в Положении о специальных школах артиллерийского ведомства, приказы и распоряжения начальника Главного артиллерийского управления (ГАУ) и приказы, объявляемые по военному ведомству. Он принимал и самостоятельные решения, исходя из собственного видения и понимания той или иной ситуации. Он мгновенно реагировал на поступление в войска новых видов оружия и изменял весь учебный процесс на их изучение. Быстрой перестройке учебный процесс подвергся при принятии на вооружение русской императорской армии знаменитой 3-линейной винтовки образца 1891 года, револьвера системы Нагана образца 1895 года и пулемёта Максима. Вот текст одного из многих рапортов, которые В. С. Страхов подавал командиру Императорского Тульского оружейного завода (ИТОЗ) А. В. Куну:

«Прошу уведомить: будет ли отпущен во вверенную мне школу один экземпляр ружья-пулемёта обр. 1906 года, для всестороннего ознакомления учеников с устройством его»
— Рапорт полковника В. С. Страхова начальнику завода. 
 Государственный архив Тульской области (ГАТО). Фонд № 187 «Тульский оружейный завод. 1712—1917 гг.», опись № 1, 
 дело № 9493 «О Тульской оружейной школе. 1907 г.»
Он добился невозможного. По его предложению ученикам школы было позволено изучать устройство пулемёта Максима — принципиально нового вида оружия, прямо во время их изготовления в цехах. Вот текст ответа, присланного начальнику завода из ГАУ:

«…Сообщая об этом ГАУ присовокупляет, что ознакомление учеников оружейной школы с устройством пулемёта Максима может быть призведено во время изготовления этих пулемётов в заводе.»
— Депеша оружейно-патронного отделения ГАУ начальнику оружейного завода. 
 Государственный архив Тульской области (ГАТО). Фонд № 187 «Тульский оружейный завод. 1712—1917 гг.», опись № 1, 
 дело № 9486 «О Тульской оружейной школе. 1906 г.»
Таким образом, не тратилось время на изучение материальной части образца оружия в классах. И, кроме этого, ученики могли наблюдать за технологическим процессом изготовления пулемёта (а также и других видов оружия) на всех его этапах. Процесс перевооружения армии в царской России всегда был крайне растянутым по срокам. Благодаря прозорливости и смелым действиям начальника школы русская армия сразу же, по мере поступления в войска нового оружия, получала и оружейных мастеров — специалистов по эксплуатации конкретных принимаемых на вооружение образцов стрелкового оружия.
За отличие по службе В. С. Страхов был произведён в полковники досрочно в 1891 году.
Но, в то же время В. С. Страхов был очень строг к своим питомцам. Все неуспевающие или недисциплинированные ученики немедленно отчислялись из школы. И, видимо, не всем в городе нравилась такая деятельность начальника школы. В  конце 1901 года на имя Военного Министра Российской Империи  поступил анонимный донос на В. С. Страхова. В нём начальник школы обвинялся в «страшных преступлениях», а именно:

— «…в школе развито неверие в существование бога и грубость нравов, отсутствует воспитание нравственности и религиозности, духовное воспитание…»;
 
— «…процветает воровство…»;

— «…к сидящему под арестом воспитаннику приходят его товарищи, приносят водки и закуски и начинается попойка. Часто являются к наказанному женщины, которых приводят товарищи воспитанника, сидящего под арестом и здесь происходит самый гнусный разврат, часто пагубно действующий на здоровье молодёжи…».
 
— «…младшие учителя зачастую принимают участие в пирушках своих воспитанников…»;

— «…желая сохранить свой уютный уголок за своею семьёю, он выхлопотал своему племяннику перевод в школу на должность наблюдающего за обучением, которого и женил на своей дочери…».
—  Из анонимного доноса на В. С. Страхова. 1 декабря 1901 года. 
ГАТО. Фонд № 187 «Тульский оружейный завод. 1712—1917 гг.», опись № 4, 
 дело № 2 «Бумаги не подлежащия оглашению», листы 123 – 126
Далее следовало пространное рассуждение о «невыносимой жизни» оружейных мастеров — выпускников ТОШ, у которых нет перспектив в дальнейшем продвижении по службе и обвинение В. С. Страхова в полном бездействии, нежелании проводить реформы в школе («не подаёт никаких проектов»). В конце доноса выдвигалось абсурдное предложение: «…закрыть или расформировать школу до улучшения положения оружейных мастеров».
Несмотря на анонимность доноса и абсурдность многих его положений, для проверки этих сведений всё же была назначена комиссия во главе с Генерал-инспектором оружейных и патронных заводов генерал-лейтенантом В. Н. Бестужевым-Рюминым. В январе 1902 года последовал ответ В. Н. Бестужева-Рюмина Военному Министру, в котором говорилось о «неосновательности» предъявленных фактов по всем пунктам. Подчёркивалось, что руководство в курсе судьбы оружейных мастеров, а также недостатках в организации оружейных школ и эти вопросы не в компетенции начальника школы. Про попойки и разврат в карцерах, а также участие младших учителей в «сих гнусных делах» В. Н. Бестужевым-Рюминым хотя и выражалось сомнение, но, тем не менее, указывалось командиру оружейного завода (оружейная школа наряду с местной артиллерийской командой была подчинена командиру оружейного завода, т.к. входила в состав оружейного завода, как его структурное подразделение) расследовать эти сведения, указанные доносителем. И принять меры к их устранению, если «сие» подтвердится. Вот заключительный исчерпывающий ответ В. Н. Бестужева-Рюмина:

«…Вопрос о том на ком женил начальник школы свою дочь полагаю ни до кого кроме них не относится, тем более, что это обстоятельство доноситель привёл как объяснение почему начальник школы не подаёт никаких проектов и даже тормозит реформу. Между тем как я сказал выше, это совершенно противно истине…» 
—  Ответ Генерал-инспектора оружейных заводов В. Н. Бестужева-Рюмина Военному Министру. 3 января 1902 года. 
ГАТО. Фонд № 187 «Тульский оружейный завод. 1712—1917 гг.», опись № 4, 
 дело № 2 «Бумаги не подлежащия оглашению», листы 127 – 128
Видимо, не устроили результаты проверки «начальство». Уже через месяц, в феврале 1902 года, другой комиссии, назначенной Товарищем Генерал-фельдцейхмейстера, предписывалось сообщить:

«…действительно ли в Тульской оружейной школе замечается отсутствие внутреннего порядка, и в утвердительном случае насколько полковник Страхов в настоящее время соответствует занимаемой им должности…»
—  Запрос Товарища Генерал-фельдцейхмейстера командиру Тульского оружейного завода А. В. Куну. 7 февраля 1902 года. 
ГАТО. Фонд № 187 «Тульский оружейный завод. 1712—1917 гг.», опись № 4, 
 дело № 2 «Бумаги не подлежащия оглашению», лист 129
И это после досрочного присвоения В. С. Страхову чина полковника. После двадцатилетнего пребывания на должности начальника школы и высоких государственных наград. Впрочем, и эта проверка подтвердила необоснованность выдвигаемых против В. С. Страхова обвинений. Будучи человеком принципиальным, волевым и решительным, В. С. Страхов отчислял из школы учеников и за малейшую провинность, и за неуспеваемость. И тем самым вызывал недовольство в ГАУ. Там объясняли такое положение вещей тем, что «обучение в школе учеников и надзор за ними ведётся не с должным вниманием и строгостью». И требовали от командира оружейного завода «обратить на это обстоятельство особое внимание».
Проверки следовали одна за другой, но они лишь подтверждали правильность работы начальника школы по обучению и воспитанию учеников.
Очень трудными для В. С. Страхова и всей школы оказались годы первой русской революции 1905 года. Охваченные революционной романтикой ученики предъявили начальнику школы некую петицию, в которой они пафосно утверждали, что присоединяются к всероссийской забастовке. В этой ситуации командир ИТОЗ А. В. Кун принял радикальное решение и отдал распоряжение о закрытии школы:

«…в виду подачи учениками школы петиции о присоединении учеников к общей политической забастовке, мною сделано распоряжение о закрытии школы. Вместе с тем я предложил начальнику школы выдать всем ученикам школы их документы и считать их из школы уволенными…»
—  Доклад А. В. Куна начальнику Главного артиллерийского управления. 11 января 1906 года. 
ГАТО. Фонд № 187 «Тульский оружейный завод. 1712—1917 гг.», опись № 1, 
 дело № 9486 «О Тульской оружейной школе», лист 7
Конечно же, речь не шла о реальном закрытии школы. У командира оружейного завода не было на то полномочий. Это мог сделать только Государь-Император. Скорее всего, решение командира ТОЗ было спонтанным и эмоциональным. Возможно, А. В. Кун рассчитывал произвести на учеников психологическое воздействие. Безусловно, будучи человеком военным, В. С. Страхов обязан был выполнить этот приказ. И он объявил ученикам о закрытии школы и раздал всем личные документы. Но, с другой стороны, В. С. Страхов по-отечески относился к своим воспитанникам. Он отлично понимал, что ученики, исключённые из школы, не могли бы в дальнейшем поступать в военно-учебные заведения и на военные предприятия России. По распоряжению командира завода он потребовал от них признания в том, что петиция была подписана под давлением товарищей и вновь подать прошения о принятии их в школу. И В. С. Страхов ходатайствовал перед командиром ИТОЗ о принятии в школу тех учеников, которые дадут письменное обязательство в том, что будут подчиняться существующим правилам.
Занятия в школе возобновились. Лишь несколько человек всё же отказались подать прошение и были исключены из неё. Уникальное военно-учебное заведение России было спасено. В дальнейшем, после нескольких преобразований, оно превратилось в ведущий технический вуз страны по подготовке специалистов в области ракетно-артиллерийского вооружения — Тульский артиллерийский инженерный институт.
Своим молодым преемникам на посту начальника школы штабс-капитану гвардейской пешей артиллерии Николаю Николаевичу Петрову и, сменившему Н.Н.Петрова, капитану гвардейской пешей артиллерии Борису Яковлевичу Успенскому В. С. Страхов оставил богатое наследие. Они приняли от своего великого учителя незаурядный учебный процесс, передовые и новаторские методы обучения и воспитания, возможность для самосовершенствования и развития. Всё это им пригодилось в тяжелейшую пору российской истории: 1-ю мировую войну, Февральскую и Октябрьскую революции 1917 года, Гражданскую войну.
В. С. Страхов вместе с супругой Любовью Петровной принимал активное участие в общественной жизни города Тулы. Сам он был членом «Комитета Общества для содействия и развития кустарной промышленности в Тульской губернии». За полезную деятельность по устройству в Туле кустарно-промышленной выставки Высочайшим приказом ему было объявлено Высочайшее Благоволение в 1898 году. Состоял действительным членом «Совета Попечительства о воспитанниках Тульской духовной семинарии» и «Совета Тульской художественно-ремесленной учебной мастерской». А его супруга Любовь Петровна долгие годы была помощницей попечительницы тульских детских приютов Ольги Альбертовны Шлиппе — Николаевского имени Ея Императорского Высочества Великой Княгини Ксении Александровны, Мариинского и Красноглазовского «Ясли». Л.П.Страхова скончалась 24 марта 1908 года «после продолжительной и тяжкой болезни», как было указано в некрологе, опубликованном в газете «Тульская молва» № 147 от 27 марта 1908 года. Это была не единственная тяжёлая семейная утрата. Ранее, в 1891 году умер один из двух его сыновей. Потеря двух самых дорогих людей, тяжёлые нагрузки, связанные с руководством школой и преклонный возраст (в 1910 году ему исполнилось 67 лет) оказали определённое негативное воздействие на здоровье самого В. С. Страхова. На протяжении всего 1910 года он болел. И в сентябре 1910 года он был отправлен в отставку. В сентябре 1910 года по заводу был объявлен следующий приказ:

«ВЫСОЧАЙШИМ приказом в 13 день сего Сентября, числящийся по полевой лёгкой артиллерии, Начальник Тульской Оружейной Школы Полковник Страхов произведён в Генерал-Майоры с увольнением от службы с мундиром и пенсиею. Вследствие сего предписываю Генерал-Майору Страхову исправлять должность Начальника Тульской Оружейной Школы, впредь до назначения на освободившуюся вакансию и сдачи должности назначенному лицу»
—  Приказ командира Императорского Тульского оружейного завода А. В. Куна № 263 от 20 сентября 1910 года. 
ГАТО. Фонд № 187 «Тульский оружейный завод. 1712—1917 гг.», опись № 2, 
 дело № 184 «Приказы по заводу 1910—1915 годы», лист 68
Чин генерал-майора В. С. Страхову был присвоен на одну ступень выше чина, предусмотренного по занимаемой штатной должности, при выходе в отставку. 24 марта 1911 года он сдал должность начальника школы штабс-капитану гвардейской пешей артиллерии Н. Н. Петрову, прибывшему с Петербургского трубочного завода 21 марта.
В. С. Страхов проживал в Туле: 

С 1870-го по 1897-й гг. — Петровская (совр. Ф.Энгельса) улица, дом Ильиной. 

С 1898-го по 1911-й гг. — дом офицерского состава на территории оружейного завода.
В 1911 году ему был «назначен пенсион из Государственнаго Казначейства, в размере полнаго оклада, по 860 рублей в год, с производством онаго, за установленным вычетом, из Полоцкаго Казначейства». И, кроме того, назначена эмеритальная пенсия в сумме 1290 рублей в год, также с производством из Полоцкого казначейства. То есть, по месту его дальнейшего проживания. Выбор Полоцка для проживания вполне объясним. Собственного жилья у вдовца В. С. Страхова не было. Упомянутый выше племянник В. С. Страхова, Сергей Михайлович Страхов, занимавший в оружейной школе должность наблюдающего за обучением учеников мастерствам и наукам и женатый на одной из его дочерей в 1906 году был переведён в Полоцкий кадетский корпус на должность офицера-воспитателя.  Видимо, дочь и племянник решили заботиться о престарелом отце и дяде и забрали его к себе в Полоцк. Дата и место смерти В. С. Страхова неизвестны.

## Награды
- Орден Святого Станислава 3-й степени 28 марта 1871 г.
- Орден Святой Анны 3-й степени 1 января 1878 г.
- Досрочное присвоение чина подполковник 30 августа 1882 г.
- Орден Святого Станислава 2-й степени 30 августа 1886 г.
- Высочайшая благодарность 20 августа 1888 г.
- Досрочное присвоение чина полковник 30 августа 1891 г.
- Орден Святой Анны 2-й степени 6 декабря 1897 г.
- Высочайшее Благоволение 5 февраля 1898 г.
- Орден Святого Владимира 4-й степени за выслугу в офицерских чинах 35 лет 22 сентября 1899 г.
- Орден Святого Владимира 3-й степени 6 декабря 1901 г.
- Присвоение чина генерал-майор (при выходе в отставку) 13 сентября 1910 г.
- Знак отличия беспорочной службы[25] за 40 лет.
- Три медали:

— светлобронзовая «В память царствования Императора Николая I»,
— серебряная «В память царствования Императора Александра III»,
— светлобронзовая «За усмирение Польского мятежа 1863—1864 гг.»
- Нагрудный знак «В память 50-летнего состояния великого князя Михаила Николаевича в должности генерал-фельдцейхмейстера»

## Послужной список
- В службу вступил подпоручиком армейским с 12 июня 1863 г.
- Прапорщик артиллерии с 28 сентября 1865 г.
- Подпоручик полевой пешей артиллерии с 29 августа 1867 г.
- Поручик полевой пешей артиллерии с 30 сентября 1869 г.
- Штабс-капитан полевой пешей артиллерии с 6 ноября 1872 г.
- Капитан полевой пешей артиллерии с 9 декабря 1876 г.
- Подполковник полевой пешей артиллерии с 30 августа 1882 г.
- Полковник полевой пешей артиллерии с 30 августа 1891 г.
- Генерал-майор полевой лёгкой артиллерии с 13 сентября 1910 г.

## Должностной список и места службы
- 5-й стрелковый батальон. Люблин (Царство Польское).
- Варшавский военный округ. Кампания 1863—1864 годов. Усмирение польского мятежа.
- 2-я парковая артиллерийская бригада с 28 сентября 1865 года по 2 октября 1865 года.
- 5-й подвижной артиллерийский парк со 2 октября 1865 года по 26 октября 1867 года.
- Динаминдская крепостная артиллерия с 26 октября 1867 года по 26 октября 1868 года.
- Лаборатория Рижского военного округа с 26 октября 1868 года по 8 февраля 1870 года.
- Офицер, наблюдающий за обучением мастерствам и наукам с 8 февраля 1870 года по 18 февраля 1879 года в Тульской оружейной школе.
- Начальник Тульской оружейной школы с 18 февраля 1879 года по 20 сентября 1910 года.
- Выход в отставку и исполняющий должность начальника Тульской оружейной школы с 20 сентября 1910 года по 24 марта 1911 года.

## Аттестационный список по 30 октября 1910 года
Православного вероисповедания. 

Вдов. 

Имеет детей: Софию рождением 23 сентября 1872 года, Александру рождением 15 ноября 1873 года и Николая рождением 23 февраля 1886 года. 

В гражданской службе и по выборам дворянства не служил. 

ВЫСОЧАЙШИХ рескриптов не получал. 

По роду оружия без должности не состоял. 

В плену у неприятеля, в запасе и в отставке не был. 

В делах против неприятеля, сражениях и походах не был. 

Ранен не был. 

Особых поручений сверх прямых обязанностей по ВЫСОЧАЙШИМ повелениям и от начальства не имел. 

Дисциплинирован, взысканиям соединённым с ограничением по службе, не подвергался. 

Под судом и следствием не был. 

Недвижимого имущества за ним и за родителями не значится. 